# Enrico Chieffi
Enrico Chieffi (Anversa, 11 aprile 1963) è un velista italiano.
Da luglio 2021 è l'Amministratore Delegato di SLAM.COM, la newco controllata da Vam Investment che ha acquisito gli asset di Slam S.p.A., storico marchio italiano di abbigliamento per la vela specializzato in materiale tecnico di alta qualità fondato nel 1979 a Genova. Chieffi ha iniziato il suo percorso manageriale nel 1998 con Nautor's Swan, arrivando a ricoprire il ruolo di vicepresidente. A seguito del nuovo incarico in SLAM.COM, ha mantenuto il rapporto in Nautor's Swan con il ruolo di senior advisor.

## Biografia
Enrico Chieffi è stato olimpionico di vela nella classe 470 con il fratello Tommaso alle Olimpiadi di Los Angeles nel 1984 (5º classificato). L'anno successivo ha vinto il titolo mondiale nella stessa classe. È stato il tattico del Moro di Venezia nell'America's Cup del 1992, vincendo la Louis Vuitton Cup. Ha vinto il titolo mondiale nella classe Star nel 1996a Rio de Janeiro in Brasile con Roberto Sinibaldi a prua e nello stesso anno ha preso parte alle Olimpiadi di Atlanta (6ºclassificato).
Enrico Chieffi ha continuato a regatare con successo negli anni vincendo nel maggio 2021 il Campionato Europeo nella classe Star e più recentemente il Campionato Italiano della stessa classe.